# Йосано Теккан

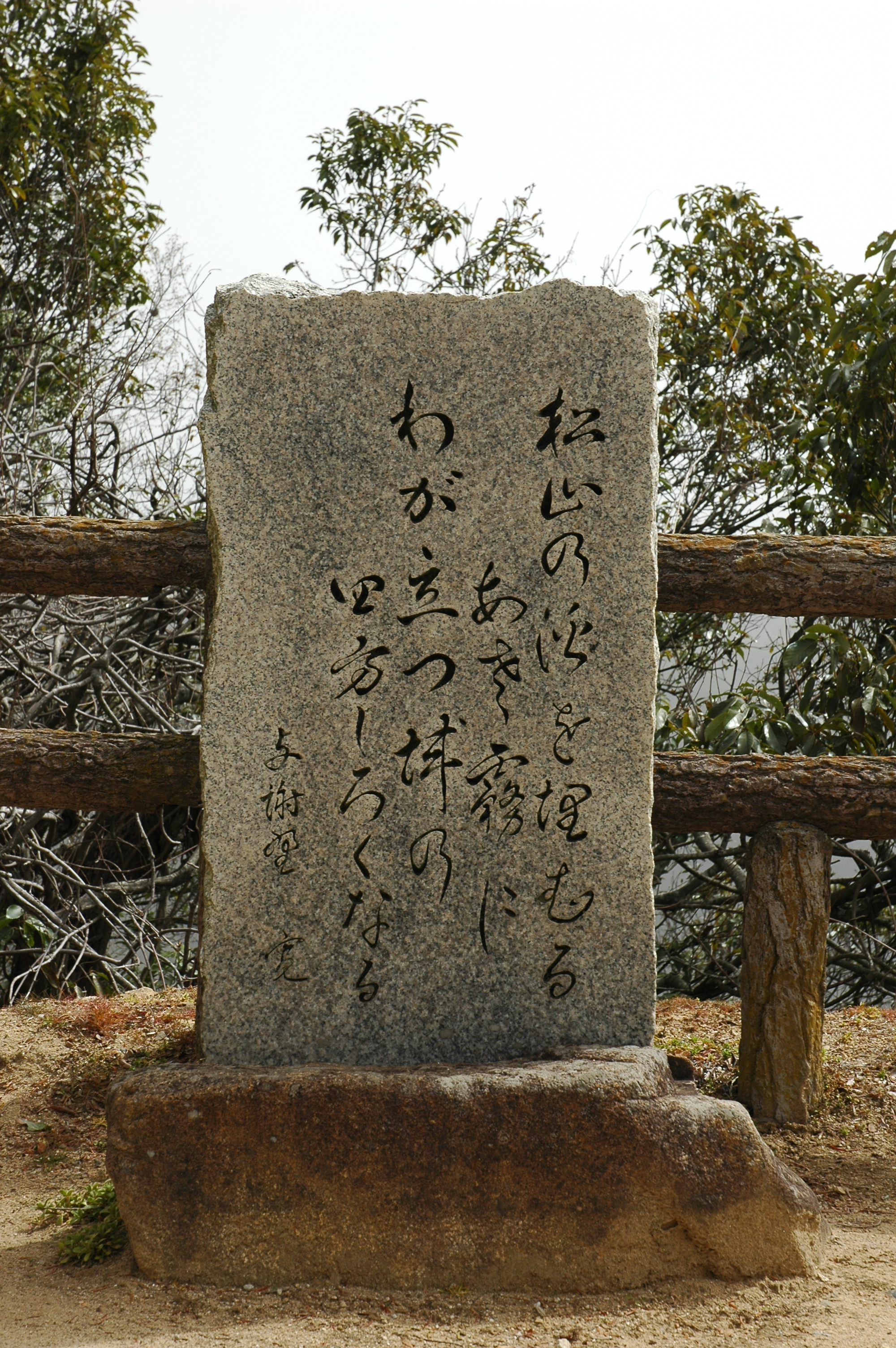
Пам'ятник Йосано Теккану з написом у вигляді танки (замок Бітю-Мацуяма)

Йосано Теккан (яп. 与謝野 鉄幹, 26 лютого 1873 — 26 березня 1935) — японський поет. Його справжнє ім'я — Йосано Хіросі, а Теккан — це творчий псевдонім. Крім того, працював професором університету Кейо та директором школи Бунка Ґакуїн. Його дружина Акіко Йосано теж поетка.

## Кар'єра
Народився Хіросі в містечку Окадзакі в префектурі Кіото (тепер це місцевість Окадзакі в районі Сакьо в місті Кіото в префектурі Кіото). Четвертий син у родині Рейґона Йосано. Його батько був буддійським священиком у храмі Ґандзьодзі, який підлягав храмові Нісіхонґандзі. Рейґон був другим сином сільського старости Ґіемона Хосомі. Позаяк він був родом з повіту Йоса в префектурі Кіото (нині це місцевість Ацуе в районі Йосано), то на початку епохи Мейдзі взяв собі прізвище Йосано. Матір поета, доньку кіотського торговця, звали Хацуе.
1883 року він став названим сином Сюдзьо Андо з храму Аньодзі в повіті Сумійосі в префектурі Осака. 1889 року, після церемонії посвячення в ченці в храмі Нісіхонґандзі, він переїхав до храму, розташованого в містечку Токуяма в повіті Цуно в префектурі Ямаґуті (нині це місто Сюнан), в якому служив його старший брат Сьодо Акамацу. Там він став учителем у середній школі для дівчат, що належала храмові, а також редактором храмового місіонерського часопису «Ямаґутікен Секідзенкай Дзассі». Наступного, 1890-го, року він вперше використав псевдонім Теккан. 1891 року він полишив названу родину і повернув собі прізвище Йосано.
Пропрацювавши чотири роки вчителем японської мови в жіночій школі Токуяма, Йосано довелося звільнитися через історію з ученицею (Нобуко Асада). Далі мешкав з іншою ученицею, Такіно Хаясі, від якої мав сина, Ацуму Йосано.
1892 року він полишив жіночу школу Токуяма й повернувся до Кіото. Десь у листопаді поїхав до Токіо, де став учнем поета Наобумі Отіая. 1894 року в газеті Ніроку Сімпо (число за 10-18 травня) опублікував статтю на тему танка «Звуки втраченої країни — прокльони сучасної слабкої ваки». 1896 року став головним редактором Мейдзі Сьоїн. Водночас викладав у жіночій школі Атомі. У липні того ж року випустив збірку танка «Схід, захід, південь, північ», а, наступного, 1897-го, року — збірку «Небо і земля». Його простий і міцний стиль називали «стилем воїна». 1899 року він заснував токійське товариство «Нова поезія» . Восени того ж року розлучився зі своєю першою дружиною, Нобуко Асадою, і замешкав з Такіно Хаясі у районі Кодзіматі.
1900 року почав виходити журнал «Вранішня зоря». Відкривши імена поетів Хакусю Кітахари, Ісаму Йосії та Такубоку Ісікави, це видання відіграло провідну роль у японському романтизмі. Однак перелюб Йосано з тоді ще маловідомою молодою поеткою Акіко Хо (згодом стане його дружиною) спричинив скандал. У неприпустимій літературі, яка тоді була всевидющим дзеркалом літературного світу, з'являлися різні наклепницькі публікації. Утім Теккан, який розгледів унікальний талант Акіко, допоміг підготувати до публікації збірку її танка «Скуйовджене волосся». Затим він розлучився зі своєю другою дружиною Такіно (згодом вона вийшла заміж за Ойо Масатомі). 1901 року він одружився з Акіко, яка народила йому шість синів і шість дочок.
Збірка «Скуйовджене волосся» вийшла друком у серпні 1901 року. Завдяки популярності вона стала еталоном для авторів журналу «Вранішня зоря» і сприяла його процвітанню. 1907 року Йосано вирушив у подорож островом Кюсю, взявши з собою перспективних поетів «Вранішньої зоря» Мокутаро Кіносіту, Хакусю Кітахару, Банрі Хірано та Ісаму Йосії. Спільні подорожні нотатки вийшли під назвою «П'ять пар черевиків». Наприкінці періоду Мейдзі — на початку Тайсьо він популяризував у літературному світі смак Нанбан. «Вранішній зорі» не бракувало наступників і, здавалося, справи йшли добре, але Мокутаро, Хакусю та Ісаму полишили часопис, і 1908 року, після виходу 100-го числа, він припинив існування.
Після цього Теккан потрапив у глибоку творчу кризу, хоча 1910 року він опублікував збірку танка «Сомон» і збірку інших віршів «Листя дуба». «Листя дуба» містить перший у світі цикл ґоґьосі під назвою «Маленькі пісеньки». 1911 року дружина відпустила Йосано до Парижа, а потім і сама поїхала до Франції, а вже звідти відвідала Лондон, Відень і Берлін. Однак ця мандрівка сприяла творчій продуктивності Акіко, а Теккан і далі перебував у кризі. Намагаючись вийти з неї він видав збірку перекладів «Квіти бузку», утім її теж спіткала невдача, тож зрештою йому довелося змиритися зі скромним місцем у тіні знаменитої дружини.
1915 року Йосано балотувався на 12-х загальних виборах як незалежний кандидат від свого рідного повітового округу префектури Кіото, утім зазнав поразки. 1919 року він став професором факультету літератури університету Кейо й працював там до 1932 року. Серед його учнів були Такітаро Мінакамі, Харуо Сато, Дайґаку Хоріґуті, Рофу Мікі та Масадзіро Кодзіма. 1921 року в спілці з архітектором Ісаку Нісімурою, художником Хакутеєм Ісії та своєю дружиною Акіко він заснував школу Бунка Ґакуїн у Суруґадаї (Отяномідзу). Приблизно тоді ж почав видавати другу інкарнацію часопису «Вранішня зоря», де з'являлися статті на кшталт «Оригінальні думки про японську мову» тощо. Однак справжнім ударом для Теккана стала смерть 1922 року Оґая Морі, в чиїй особі він втратив впливового покровителя.
1927 року «Вранішня зоря» знову закрилася, а 1930 року почав виходити часопис «Тохаку». 1932 року газета Майніті Сімбун оголосила конкурс на найкращу пісню, присвячену першому шанхайському інцидентові. Йосано надіслав на нього «Пісню про три героїчні живі бомби» і посів з нею перше місце.
1935 року Теккан Йосано помер від бронхіального катару в лікарні університету Кейо.

## Родина
Його старший брат Сьодо одружився з Ясуко, донькою Рендзьо Акамацу, а їхні діти, Кацумаро Акамацу та Цунеко Акамацу (племінник і племінниця Теккана), стали політиками.
Його другий син, Сіґеру Йосано, був дипломатом і служив послом в Італії та Єгипті, а також очолював оргкомітет Олімпіади в Токіо 1964. У Сіґеру та його дружини Мітіко є діти (онуки Теккана): Каору (політик), Тору (банкір) і Фуміко (критикиня).

## Твори
- 『鉄幹晶子全集』全32巻（本文篇 31巻＋索引篇 全歌集五句）勉誠出版、2001年 — 2011年
- 『鉄幹晶子全集 別巻』全8巻（拾遺篇 短歌）同、2013年 — 2021年

## Нотатки
1. ↑  Тоді в них народилася донька, яка невдовзі померла.